# Skagaströnd

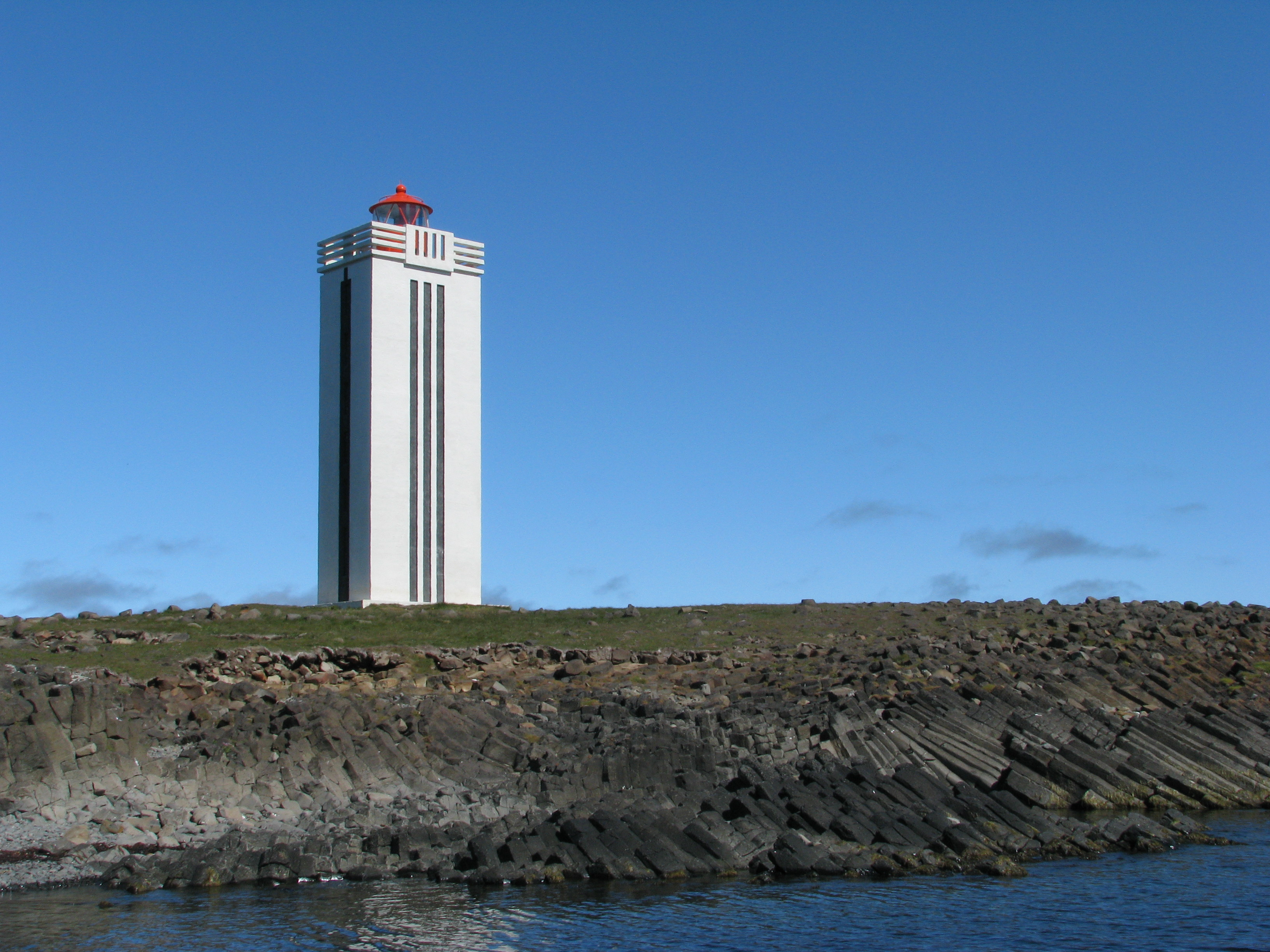
Leuchtturm Kálfshamarsvík

Skagaströnd [ˈskaːɣastrœnt] (isländisch Sveitarfélagið Skagaströnd) ist eine isländische Gemeinde in der Region Norðurland vestra.
Am 1. Januar 2023 hatte die Gemeinde 484 Einwohner.

## Geografie
Skagaströnd liegt auf der Halbinsel Skagi und gleichzeitig am Ostufer der Bucht Húnaflói im Norden Islands. Nördlich und südlich liegt das Gemeindegebiet von Skagabyggð, östlich das von Skagafjörður.
Der inzwischen gleichnamige Hauptort der Gemeinde, ein wichtiger Fischereiort, liegt in einer Bucht unterhalb des Berges Spákonufell und der Basaltfelsformation mit Namen Spákonufellshöfði (deutsch „Wahrsagerinnenvorgebirge“). Daher wurde er in früheren Zeiten auch Höfðakaupstaður genannt.

## Name
Der Name (dt. Strand von Skagi oder genauer Halbinselstrand) bezog sich zunächst auf den Küstenstreifen an der Bucht Húnaflói vom Fluss Laxá á Refasveit bis zur Spitze der Halbinsel Skagi. Hier befanden sich in der Vergangenheit zahlreiche Winterfischerdörfer (isl. verstöðvar).
Der Name des Berges Spákonufell und in gewisser Weise damit der alte Name des Ortes rühren von einer Volkssage her, der gemäß sich die Wahrsagerin Þórdís im Hof Spákonufell unterhalb des gleichnamigen Berges im 10. Jahrhundert niedergelassen hätte. Beide wurden nach ihr so benannt. Sie wird auch in den Isländersagas, z. B. in der Vatsndæla-Saga erwähnt, wo sie sich in Zaubererkämpfe mit Guðmundur ríki aus Möðruvellir verstrickt. Auch in der Volkssagensammlung des Jón Árnason findet man etliche Sagen über sie, z. B. bzgl. eines im Berge verborgenen Schatzes.

## Geschichte

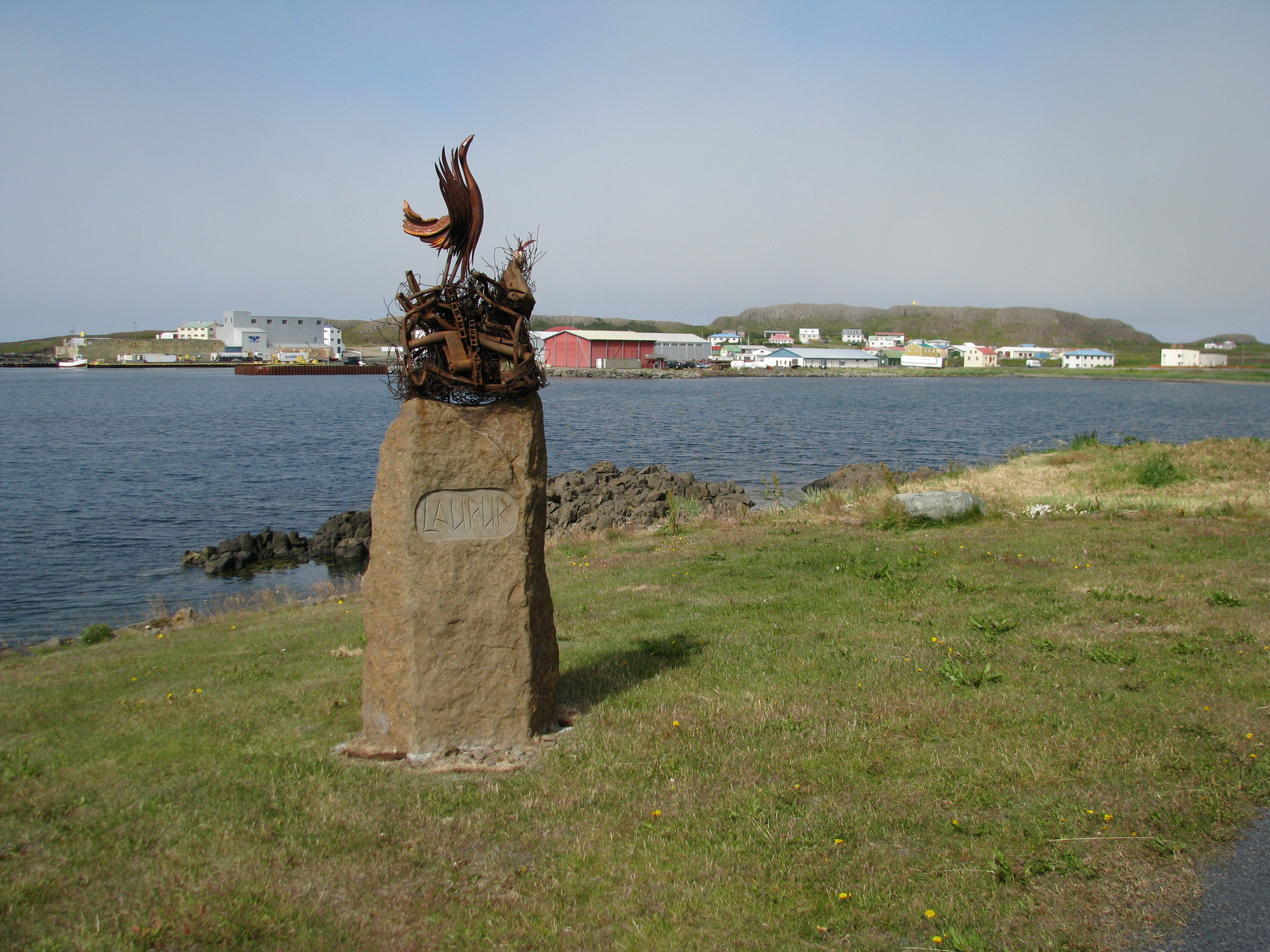
Skagaströnd

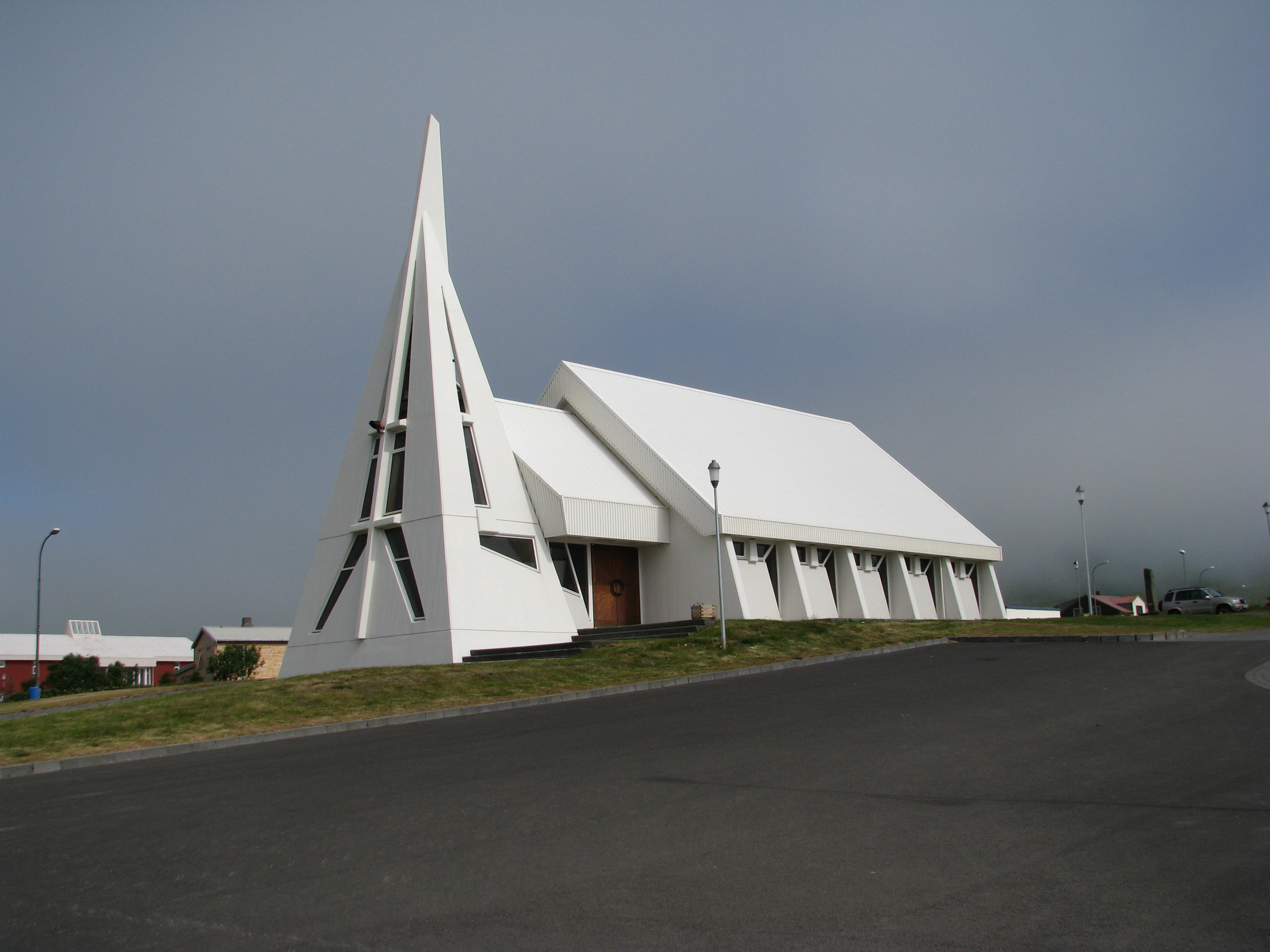
Kirche Hólaneskirkja

Vermutlich haben schon die Engländer sowie die Hanse-Kaufleute hier im 15. und 16. Jahrhundert Handel getrieben. Jedoch wurden sie nach der Einsetzung des dänischen Handelsmonopols im Jahre 1602 vertrieben. Zu dieser Zeit erging der königliche Befehl, dass die Leute aus der Húnavatnssýsla ebenso wie aus dem westlichen Skagafjörður nur mit den dänischen Kaufleuten in Skagaströnd Geschäfte machen dürften. Zunächst spielte sich dies nur im Sommer ab, erst ab Beginn des 18. Jahrhunderts sind feste Gebäude belegt und ab da wohnten die dänischen Kaufleute auch vor Ort.
Der Ort blühte wie ganz Island im 19. Jahrhundert langsam auf. Zunächst unter dem Kaufmann Christian G. Schram, später unter den Händlern Bergmann und Hildebrandt, wobei Ende des 19. Jahrhunderts auch Konkurrenz aufkam. Diese verschärfte sich, als auch in Blönduós und Sauðárkrókur Geschäfte aufgebaut wurden.
Mit Beginn des 20. Jahrhunderts stieg man in Skagaströnd in wachsendem Umfang in Fischerei und Fischverarbeitung ein, die seither die Haupterwerbszweige im Ort sind. Schon in den Jahren des Ersten Weltkriegs, aber auch in den 1920er und 1930er Jahren galten die Fanggründe in der Húnaflói als so ausgezeichnet, dass man teilweise bis zu 80 Schiffe gleichzeitig beim Fischen sah. Ab den 1920er Jahren wurde der Hafen der Stadt ausgebaut, nach dem Zweiten Weltkrieg noch weiter. In den Jahren 1944 und 1946 wurden ein Kühlhaus und eine Heringsfabrik errichtet. Doch die Heringe blieben nach den 1960ern weitgehend aus. Trotz weiteren Aufschwungs in den 1970er Jahren gelang es bisher nicht, außer Fischfang und -verarbeitung noch größere Arbeitgeber anzuziehen. Man setzt inzwischen allerdings auch auf den Tourismus, z. B. mit dem Wildwest-Wirtshaus Kántrýbær.

## Einwohnerzahl
Die Einwohnerzahl stagnierte in den letzten Jahren weitgehend.
- 2005: 547 Einwohner
- 2009: 521 Einwohner
- 2011: 530 Einwohner[8]

## Sehenswürdigkeiten und Infrastruktur
Das älteste Haus des Ortes, Árnes, wurde 1899 erbaut und ist heute ein Museum. Die moderne Kirche Hólaneskirkja mit ihrem 16 m hohen Turm und 150 Sitzplätzen wurde 1991 eingeweiht.
Skagaströnd verfügt über Grundschule, Kindergarten, Bibliothek, Golfplatz, Schwimmbad, Campingplatz und über Unterkünfte für Touristen.